# Charlotte Link – Im Tal des Fuchses
Charlotte Link – Im Tal des Fuchses ist ein deutscher Fernsehfilm aus dem Jahr 2019 nach Charlotte Links gleichnamigem Roman unter der Regie von Till Franzen. Die deutschsprachige Erstausstrahlung fand im Ersten statt, wo der Film am 2. Januar 2020 zu sehen war.

## Handlung
Ryan Lee entführt aus Geldnot Vanessa Willard, um durch die Entführung Geld vom Ehemann Matthew Willard zu erpressen. Die Entführte sperrt er in einer Kiste ein. Unvorhergesehen wird der Entführer wegen einer Schlägerei bereits am kommenden Tag verhaftet und zu drei Jahren Gefängnis verurteilt, so dass er sich nicht mehr um die Entführte kümmern kann. Aus Angst vor einer weiteren Verurteilung verschweigt er vor Gericht die Geiselnahme. Nach drei Jahren wird er aus der Haft entlassen, sucht die Kiste in einer Höhle wieder auf und findet eine skelettierte Leiche vor.
Der Ehemann, Matthew Willard, sucht weiter nach seiner Frau, die dann tot im Tal des Fuchses aufgefunden wird. Eine neue Dynamik entsteht, als eine weitere Frau, Alexia Reece, auf demselben Parkplatz verschwindet. Alexia Reece war eine gute Freundin von Vanessa Willard, so dass zunächst der Verdacht auf den ursprünglichen Entführer fällt, der nun auch polizeilich gesucht wird. Jenna Robinson, die sich zwischenzeitlich mit Matthew Willard angefreundet hatte, findet nun aber heraus, dass Ken Reece seine Frau ermordet hat, weil sie eine Affäre mit Matthew Willard hatte, und sich bemüht eine weitere Entführung vorzutäuschen, um den Verdacht von sich abzulenken.
Matthew Willard kann Jenna Robinson, die Ken Reece in eine Kiste gesperrt und ins Meer ausgesetzt hat, gerade noch retten. Ryan Lee wird von der Polizei gestellt. Ken Reece tötet sich selbst.

## Trivia
Ludwig Trepte hat mit Katharina Schüttler bereits 2013 in Unsere Mütter, unsere Väter zusammengespielt. Katharina Schüttler ist mit dem Regisseur des Thrillers, Till Franzen, verheiratet.

## Rezeption
TV Spielfilm meinte 2021:
„Der listige Krimi […] bietet eine komplexe, wendungsreiche Story. Nacheinander werden die wichtigen Charaktere eingeführt, ihre Motive und Widersprüche ausgeleuchtet. Der Spannungsbogen hält, die Figuren sind klug gezeichnet, Ryan ist kein klassischer Täter. Imposant die mysteriöse Naturkulisse, der Krimi spielt in Wales.“